# The Sting of It
The Sting of It è un cortometraggio muto del 1915 diretto da Charles Bartlett.

## Produzione
Il film fu prodotto dall'American Film Manufacturing Company.

## Distribuzione
Distribuito dalla Mutual Film, il film - un cortometraggio in una bobina - uscì nelle sale cinematografiche degli Stati Uniti l'8 ottobre 1915.